# Trịnh Xuân Trường
Trịnh Xuân Trường (sinh ngày 18 tháng 1 năm 1977) là chính trị gia nước Cộng hòa xã hội chủ nghĩa Việt Nam. Ông hiện là Bí thư Tỉnh ủy Lào Cai, Chủ tịch Hội đồng nhân dân tỉnh Lào Cai.
Ông từng là Phó Bí thư Tỉnh ủy, Bí thư Ban Cán sự Đảng, Chủ tịch Ủy ban nhân dân tỉnh Lào Cai và kiêm nhiệm các vị trí lãnh đạo hành pháp tỉnh Lào Cai ; Ủy viên Ban Cán sự Đảng, Phó Chủ tịch Ủy ban nhân dân tỉnh Lào Cai; Bí thư Đảng ủy, Giám đốc Sở Giao thông vận tải – Xây dựng tỉnh Lào Cai; Phó Bí thư Huyện ủy, Chủ tịch Ủy ban nhân dân huyện Sa Pa, tỉnh Lào Cai.
Trịnh Xuân Trường là Đảng viên Đảng Cộng sản Việt Nam, học vị Cử nhân Xây dựng, Thạc sĩ Quản lý đô thị và công trình, Cao cấp lý luận chính trị.

## Xuất thân và giáo dục
Trịnh Xuân Trường sinh ngày 18 tháng 1 năm 1977 tại Thị trấn Nông trường Phong Hải, huyện Bảo Thắng, tỉnh Lào Cai, Việt Nam Dân chủ Cộng hòa, ông có nguyên quán tại xã Giao Tiến, huyện Giao Thủy, tỉnh Nam Định. Ông lớn lên và theo học phổ thông ở quê nhà. Năm 1995, ông tới Thủ đô Hà Nội, nhập học Trường Đại học Xây dựng khóa 40, chuyên ngành Xây dựng tại Khoa Xây dựng Dân dụng và Công nghiệp, tốt nghiệp Kỹ sư Xây dựng năm 2000. Sau đó, trong quá trình công tác, ông theo học cao học, nhận bằng Thạc sĩ Quản lý đô thị và công trình.
Ngày 15 tháng 11 năm 2004, ông được kết nạp Đảng Cộng sản Việt Nam, trở thành đảng viên chính thức vào ngày 15 tháng 11 năm 2005. Trong quá trình hoạt động Đảng và Nhà nước, ông theo học các khóa tại Học viện Chính trị Quốc gia Hồ Chí Minh, nhận bằng Cao cấp lý luận chính trị.

## Sự nghiệp

### Các thời kỳ
Tháng 6 năm 2000, sau khi tốt nghiệp đại học, Trịnh Xuân Trường trở về quê nhà Lào Cai, bắt đầu sự nghiệp khi được tuyển dụng công chức, làm Chuyên viên Phòng Quản lý đô thị, thị xã Lào Cai, tỉnh Lào Cai. Tháng 10 năm 2001, ông là Nhân viên Ban Quản lý dự án các công trình xây dựng thị xã Lào Cai. Đến tháng 7 năm 2003, ông được điều chuyển tới Ủy ban nhân dân tỉnh, là Chuyên viên Phòng Kinh tế, Sở Xây dựng tỉnh Lào Cai. Tháng 5 năm 2004, ông nhậm chức Phó Giám đốc Trung tâm Kiến trúc – Quy hoạch và Kiểm định xây dựng Lào Cai thuộc Sở Xây dựng tỉnh Lào Cai. Sau đó, từ tháng 1 năm 2006 đến tháng 8 năm 2008, ông là Giám đốc Trung tâm Kiểm định xây dựng Lào Cai, đồng thời là Bí thư Chi bộ 5, Đảng bộ Sở Xây dựng; kiêm nhiệm Ủy viên Ban Chấp hành Tỉnh đoàn Lào Cai.
Tháng 9 năm 2008, ông được bổ nhiêm làm Phó Giám đốc Sở Xây dựng tỉnh Lào Cai. Tháng 1 năm 2009 ông được phân công kiêm nhiệm Trưởng Ban Quản lý dự án xây dựng đô thị, Bí thư Chi bộ 6, Đảng bộ Sở Xây dựng tỉnh Lào Cai. Tháng 6 năm 2010, ông được Ban Thường vụ Tỉnh ủy Lào Cao điều động về địa phương làm Ủy viên Ban Thường vụ Huyện ủy, Phó Chủ tịch Ủy ban nhân dân huyện Sa Pa, Lào Cai. Tháng 1 năm 2014, ông là Phó Bí thư Huyện ủy, Chủ tịch Ủy ban nhân dân huyện Sa Pa. Tháng 9 năm 2015, ông trở về Ủy ban nhân dân tỉnh, quay lại với chức vụ Phó Giám đốc Sở Xây dựng tỉnh Lào Cai. Tháng 11 năm 2015, Đại hội Đảng bộ tỉnh Lào Cai lần thứ XV, ông được bầu làm Ủy viên Ban Chấp hành Đảng bộ tỉnh, Giám đốc Sở Xây dựng tỉnh Lào Cai. Ngày 18 tháng 7 năm 2018, ông được điều chuyển làm Bí thư Đảng bộ, Giám đốc Sở Giao thông vận tải – Xây dựng tỉnh Lào Cai. Ngày 03 tháng 6 năm 2019, Hội đồng nhân dân tỉnh Lào Cai bầu ông làm Phó Chủ tịch Ủy ban nhân dân tỉnh Lào Cai. Đến ngày 20 tháng 8 năm 2019, Ban Chấp hành Đảng bộ Lào Cai bầu ông làm Ủy ban Ban Thường vụ Tỉnh ủy Lào Cai.

### Lào Cai
Ngày 15 tháng 10 năm 2020, tại Đại hội Đảng bộ tỉnh Lào Cai lần thứ XVI, Trịnh Xuân Trường được bầu làm Tỉnh ủy viên, Ủy viên Ban Thường vụ Tỉnh ủy, Phó Bí thư Tỉnh ủy Lào Cai nhiệm kỳ 2020 – 2025. Ngày 09 tháng 11 năm 2020, tại kỳ họp thứ 15 của Hội đồng nhân dân tỉnh Lào Cai khóa XV, đã thông qua Nghị quyết xác nhận kết quả bầu cử chức danh Chủ tịch Ủy ban nhân dân tỉnh. Với 55/55 phiếu bầu của đại biểu tham dự, Trịnh Xuân Trường được tín nhiệm 100% bầu giữ chức Chủ tịch Ủy ban nhân dân tỉnh Lào Cai khóa XV. Ngày 20 tháng 11, Thủ tướng Nguyễn Xuân Phúc quyết định phê chuẩn kết quả bầu chức vụ Chủ tịch Ủy ban nhân dân tỉnh Lào Cai.
Ngày 7 tháng 2 năm 2025, Tỉnh ủy Lào Cai tổ chức Hội nghị Ban Chấp hành Đảng bộ tỉnh, bầu chức danh Bí thư Tỉnh ủy Lào Cai khóa XVI, nhiệm kỳ 2020-2025. Ông Trịnh Xuân Trường, Phó Bí thư Tỉnh ủy, Chủ tịch UBND tỉnh đã được bầu giữ chức danh Bí thư Tỉnh ủy Lào Cai với sự tín nhiệm cao, đạt 100%.
Ngày 15 tháng 2 năm 2025, Tỉnh ủy Lào Cai tổ chức Hội nghị công bố Quyết định của Bộ Chính trị chuẩn y ông Trịnh Xuân Trường giữ chức Bí thư Tỉnh ủy Lào Cai nhiệm kỳ 2020-2025. Tại hội nghị, Phó Trưởng Ban Tổ chức Trung ương Nguyễn Quang Dương đã thay mặt Bộ Chính trị công bố Quyết định số 1903-QĐNS/TW ngày 12/2/2025 của Bộ Chính trị chuẩn y ông Trịnh Xuân Trường, Phó Bí thư Tỉnh ủy, Chủ tịch UBND tỉnh Lào Cai giữ chức Bí thư Tỉnh ủy Lào Cai, nhiệm kỳ 2020-2025.
Ngày 30 tháng 6 năm 2025, sau khi sáp nhập tỉnh Lào Cai và tỉnh Yên Bái thành tỉnh Lào Cai mới, ông được chỉ định giữ chức Bí thư Tỉnh ủy, Chủ tịch Hội đồng nhân dân tỉnh Lào Cai.

## Khen thưởng
Trong sự nghiệp, Trịnh Xuân Trường được trao giải thưởng:
- Bằng khen của Thủ tướng Chính phủ Nguyễn Tấn Dũng năm 2013;